# 青森県道8号八戸野辺地線
青森県道8号八戸野辺地線（あおもりけんどう8ごう はちのへのへじせん）は、青森県八戸市から上北郡野辺地町に至る県道（主要地方道）である。
なお、現道とは別に東北縦貫自動車道八戸線の一部を構成する第二みちのく有料道路も当路線の一部に指定されている。

## 起終点
起点の八戸市下長から同市市川町までの区間は国道45号における八戸北バイパスの開通により県道となった旧国道区間である。単独区間の終点となる東北町石坂までの区間は旧国道4号である。1997年（平成9年）3月から2006年（平成18年）12月にかけて八戸市市川町からおいらせ町苗振谷地に至る区間が順に開通した。
三沢市では、県道10号線重複区間で三沢駅方向から三沢基地正門方向（中心街アーケード街）への時間帯一方通行（6時 - 22時）になっている。

### 路線データ
- 起点 : 八戸市[2]（下長交差点・国道45号、国道104号交点）
- 終点 : 上北郡野辺地町[2]

## 歴史
- 1954年（昭和29年）1月20日 - 建設省（現・国土交通省）が主要地方道に指定。
- 1961年（昭和36年）2月10日 - 青森県が県道八戸野辺地線として県道認定[2]。
- 1993年（平成5年）5月11日 - 建設省により主要県道八戸野辺地線が主要地方道八戸野辺地線に再指定される[3]。

## 路線状況

### 重複区間
- 八戸市市川町南尻引内（市川西交差点 - 市川交差点）：国道45号
- 上北郡おいらせ町中下田（下田こ線橋交差点） - おいらせ町秋堂（イオンモール下田東側交差点）： 国道45号
- 三沢市大町 - 三沢市中央町：県道10号
- 上北郡野辺地町 - 上北郡東北町千曳（石坂交差点）： 国道4号

## 地理

### 通過する自治体
- 青森県
  - 八戸市 - 上北郡おいらせ町 - 三沢市 - 上北郡東北町 - 上北郡七戸町 - 上北郡東北町 - 上北郡野辺地町

### 交差する道路
- 国道45号、国道104号（八戸市・下長交差点、起点）
- 青森県道29号八戸環状線（八戸市市川町尻引前山）
- 青森県道167号陸奥市川停車場線（八戸市市川町尻引前山）
- 国道45号（八戸市・市川西交差点、市川交差点）
- 青森県道15号橋向五戸線（八戸市市川町菅谷地）
- 青森県道141号市川下田停車場線（八戸市市川町稲荷岱）
- 国道45号、東部上北広域農道（上北郡おいらせ町・下田ショッピング東側交差点）
- 国道45号、青森県道140号下田停車場線（上北郡おいらせ町・下田こ線橋交差点）
- 青森県道10号三沢十和田線（バイパス部）（上北郡おいらせ町上久保）
- 青森県道254号大町三沢線（三沢市大町3丁目）
- 青森県道10号三沢十和田線（三沢市大町2丁目）
- 青森県道219号水喰上北町停車場線（上北郡東北町旭南）
- 青森県道219号水喰上北町停車場線（上北郡東北町上野下田）
- 国道394号（上北郡東北町乙供）
- 国道4号（上北郡東北町石坂・石坂交差点）（北緯40度49分48.0秒 東経141度7分40.8秒）
- 国道4号（上北郡野辺地町、終点）

### 沿線にある主な施設
ほぼ全線で青い森鉄道線に平行する。
八戸市
- JA八戸 下長支店
- 八戸市立下長中学校
- 八戸市立高舘小学校
- 海上自衛隊 八戸航空基地
- 陸上自衛隊 八戸駐屯地
- 桔梗野郵便局
- 青い森信用金庫 八戸桔梗野支店

おいらせ町
- 下田百石インターチェンジ
- イオンモール下田
- おいらせ町役場 北部出張所

三沢市
- 古牧温泉
- 青い森鉄道 三沢駅
- マックスバリュ三沢店
- 三沢大町郵便局

東北町
- 青い森鉄道 小川原駅
- 道の駅おがわら湖
- ユニバース上北町店
- 東北町役場 東北分庁舎
- 青い森鉄道 千曳駅
- 東北町立千曳小学校